# Ipala (Guatemala)
Pour les articles homonymes, voir Ipala.
Ipala est une ville du Guatemala dans le département de Chiquimula.